# La Troja
La Troja es una localidad del estado mexicano de Guanajuato. Es parte del municipio de Pénjamo.

## Demografía
| Gráfica de evolución demográfica |
|                                  |

| Censo | Población |
| ----- | --------- |
| 1900  | 109       |
| 1910  | 116       |
| 1921  | 103       |
| 1930  | 122       |
| 1940  | 99        |
| 1950  | 50        |
| 1960  | 393       |
| 1970  | 696       |
| 1980  | 578       |
| 1990  | 637       |
| 2000  | 757       |
| 2010  | 869       |
| 2020  | 1 059     |